# Somebody Will Know Someday
"Somebody Will Know Someday" is een nummer van de Nederlandse band Cuby + Blizzards. Het nummer werd uitgebracht op hun album Groeten uit Grollo uit 1967. In oktober van dat jaar werd het nummer uitgebracht als de eerste single van dat album.

## Achtergrond
"Somebody Will Know Someday" is geschreven door zanger Harry Muskee en gitarist Eelco Gelling. Het nummer is geïnspireerd door de breuk van Muskee met zijn geliefde Miep Huisman. Over de opname van het nummer vertelde bassist Willy Middel in een interview: "Harry en Eelco maakten de nummers. Harry schreef dan de teksten en Eelco de muziek. Soms zei Eelco tegen me: 'Ik zou het mooi vinden als je de baspartij zo-en-zo zou willen spelen'. En dan deed hij dat gewoon voor. Maar vaak gebeurde het dat Harry en Eelco een nummer voor het eerst deden en dan viel je gewoon in, op je eigen manier. "Somebody Will Know Someday" bijvoorbeeld. Herman Brood kwam met dat piano-rifje en speelde het voor. Ik bedacht er de baspartij bij. De anderen deden hun eigen deel. Je stemde dat dus op elkaar af en tijdens de concerten probeerde je dat verder uit, totdat je de ideale versie had."
Het nummer verscheen nooit op de A-kant van een single, maar werd in 1968 wel uitgebracht op de B-kant van de onsuccesvolle single "Another Land". Desondanks bleek het nummer erg populair en staat het sinds 2005 in de Radio 2 Top 2000, met een 294e plaats in 2007 als hoogste notering. In 2014 was het nummer de openingstune van het televisieprogramma Derksen on the Road van Johan Derksen, voormalig manager van de band. In 2016 verscheen een biografie van de band, die eveneens de titel Somebody Will Know Someday droeg, met als subtitel Herinneringen aan Cuby & the Blizzards.

## NPO Radio 2 Top 2000
| Nummer met noteringen in de NPO Radio 2 Top 2000 | '05 | '06 | '07 | '08 | '09 | '10 | '11 | '12 | '13 | '14 | '15 | '16  | '17  | '18  | '19  | '20  | '21  | '22  | '23  | '24  |
| ------------------------------------------------ | --- | --- | --- | --- | --- | --- | --- | --- | --- | --- | --- | ---- | ---- | ---- | ---- | ---- | ---- | ---- | ---- | ---- |
| Somebody Will Know Someday                       | 836 | 494 | 294 | 694 | 612 | 648 | 306 | 638 | 604 | 757 | 987 | 1062 | 1219 | 1366 | 1292 | 1316 | 1287 | 1533 | 1296 | 1522 |

1. ↑  Een vetgedrukt getal geeft de hoogste notering aan.
2. ↑  2005 was het eerste jaar met een notering voor dit nummer.